# ابوعلی (فیلم)
ابوعلی (عربی مصری: ابو علي) یک فیلم رمانتیک و عاشقانه مصری است که در سال ۲۰۰۵ منتشر شد.